# Плитвичкий Врх
Плитвичкий Врх (словен. Plitvički Vrh) — поселення в общині Горня Радгона, Помурський регіон, Словенія. Висота над рівнем моря: 279,3 м.